# Arkansas
 Ovo je glavno značenje pojma Arkansas. Za druga značenja pogledajte Arkansas (razdvojba).
Arkansas [ˈɑɹkənsɔː] je savezna država SAD-a koja se nalazi u južnom dijelu zemlje.
Način na koji se "Arkansas" izgovara sudski je riješen 1881. godine. Nadimak države je "The Natural State" (Prirodna država).

## Stanovništvo
Indijanci.- Quapaw ili Arkansas Indijanci prastanovnici su ove države koja po njima i dobiva ime. Ostala manja plemena bila su neka Caddoan plemena, među kojima i Cahinnio, nadalje pleme Kaskinampo, koje tamo nalazi De Soto. Sjeverozapad države bio je lovište moćnih Osage Indijanaca, danas u Oklahomi.
Na području Arkansasa se nalazila i stara provincija Taguanate.

## Zemljopis
Arkansas ima jedino prirodno nalazište dijamanata u SAD-u.

## Okruzi (Counties)
Arkansas se sastoji od 75 okruga (counties).

### Države susjedi
Istočna granica Arkansasa je rijeka Mississippi. Na jugu graniči sa saveznom državom Louisiana, na sjevernoj strani su Missouri i Tennessee, a na zapadnoj strani graniči sa saveznim državama Teksas i Oklahoma.